# Jatikarya
Jatikarya is een bestuurslaag in het regentschap Kota Bekasi van de provincie West-Java, Indonesië. Jatikarya telt 15.581 inwoners (volkstelling 2010).